# Erich Braun (Mediziner)
Erich Braun (geboren am 16. Februar 1898 in Coburg, Oberfranken, Deutsches Reich; gestorben am 6. Juli 1982 in München) war ein deutscher Mediziner, als SPD-Mitglied und ASB-Kolonnenarzt Verfolgter im Nationalsozialismus und nach NS-bedingter Emigration kurzzeitig Mitarbeiter Albert Schweitzers.

## Familie
Erich Braun wurde als Sohn des (jüdischen) Kaufmanns Salomon (Siegfried) Braun (geboren am 13. Februar 1873 in Elblag, Westpreußen; ermordet am 23. Januar 1942 im Ghetto Litzmannstadt, Generalgouvernement) und dessen Ehefrau Clara, geborene Schwarz (geboren am 31. August 1871 in Halle an der Saale, Kreis Merseburg, Provinz Sachsen, Preußen; gestorben am 8. Oktober 1939), geboren. Sein Vater betrieb das Schuhwaren-Fachgeschäft Stern & Co. in Coburgs Spitalgasse 1. Die Familie wohnte in Coburgs Rosenauer Straße 7.
Im Jahr 1928 verlobte er sich mit der Coburgerin Ruth Frank aus der Mohrenstraße 1 a (Gebäude erhalten), die er später heiratete. Sie war die Tochter des Kaufmanns Max Frank (geboren am 24. Oktober 1874 in Paderborn; gestorben am 8. Dezember 1938 in Coburg an den während der Novemberpogrome durch die SA erlittenen Verletzungen), bis zur „Entjudung“ bzw. „Arisierung“ Mitinhaber des Kaufhauses M. Conitzer & Söhne in Coburgs Spitalgasse 19, und dessen Ehefrau Jenny Augusta „Gustl“, geborene Israelski (geboren am 15. Oktober 1868 in Conitz, Westpreußen; ermordet am 18. April 1943 im Ghetto Theresienstadt, Protektorat Böhmen und Mähren). Aus der Ehe von Erich und Ruth Braun ging im Februar 1930 die Tochter Liselotte hervor.

## Schule und Studium

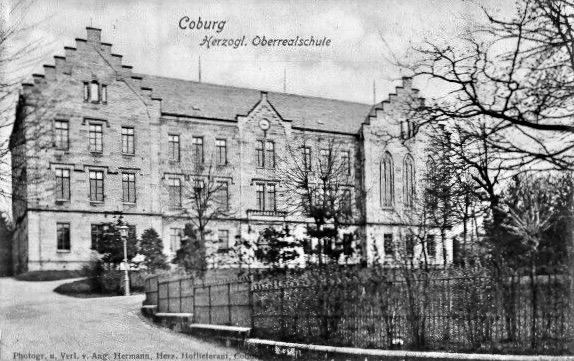
Herzogliche Oberrealschule (Ernestinum) zu Coburg

Nach der Volksschule besuchte Erich Braun die Herzogliche Oberrealschule Ernestinum (heute: Gymnasium Ernestinum Coburg) in Coburg und zählte dort stets zu den besten Schülern seines Jahrgangs. Er beschrieb sich selbst von seiner körperlichen Konstitution her bis etwa zum 15. Lebensjahr als eher schwächlich, dafür jedoch geistig rege. Nach bestandener Reifeprüfung wurde er zum Kriegsdienst an der Westfront des Ersten Weltkrieges eingezogen. Nach Kriegsende studierte er an der Julius-Maximilians-Universität in Würzburg Medizin. Arzt zu werden war schon seit dem Kindesalter sein Berufswunsch. Mit seiner Dissertation Ein Beitrag zur Aetiologie der akuten Glomerulonephritis promovierte er zum Doctor medicinae (Dr. med.).

## Wirken

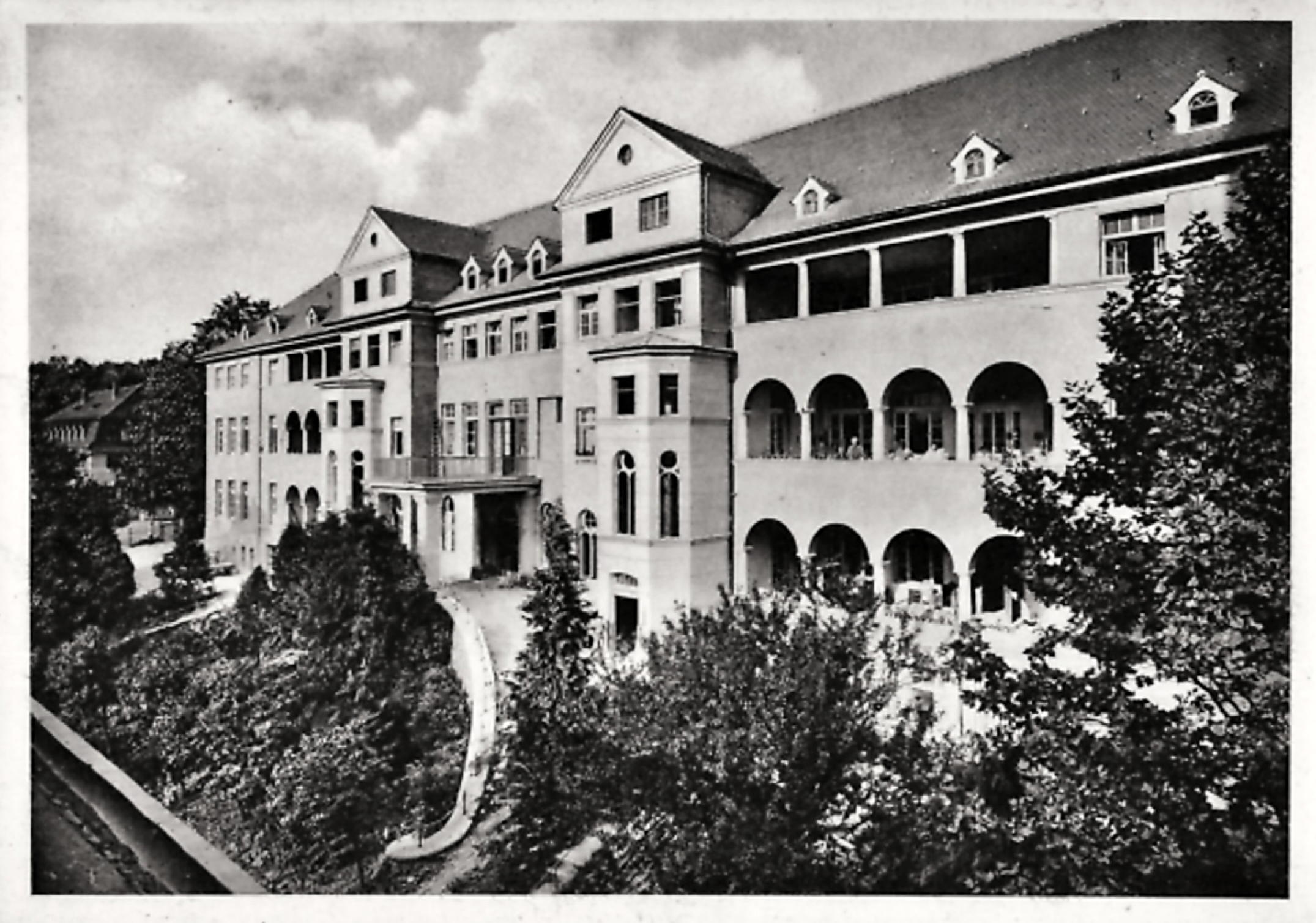
Landkrankenhaus Coburg

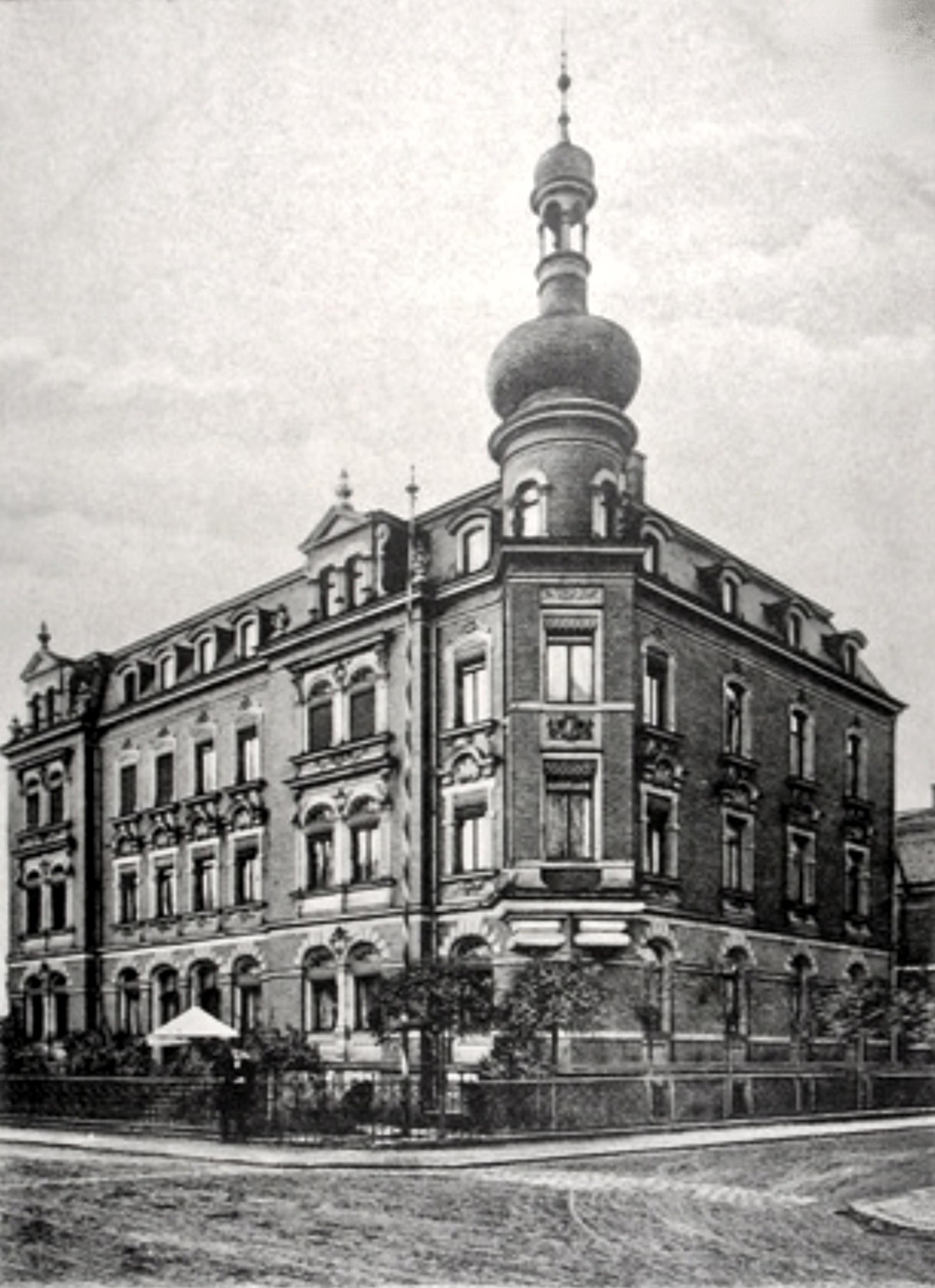
Coburg, Jugendstil-Doppelhaus Bahnhofstraße 38/40, Ecke Raststraße

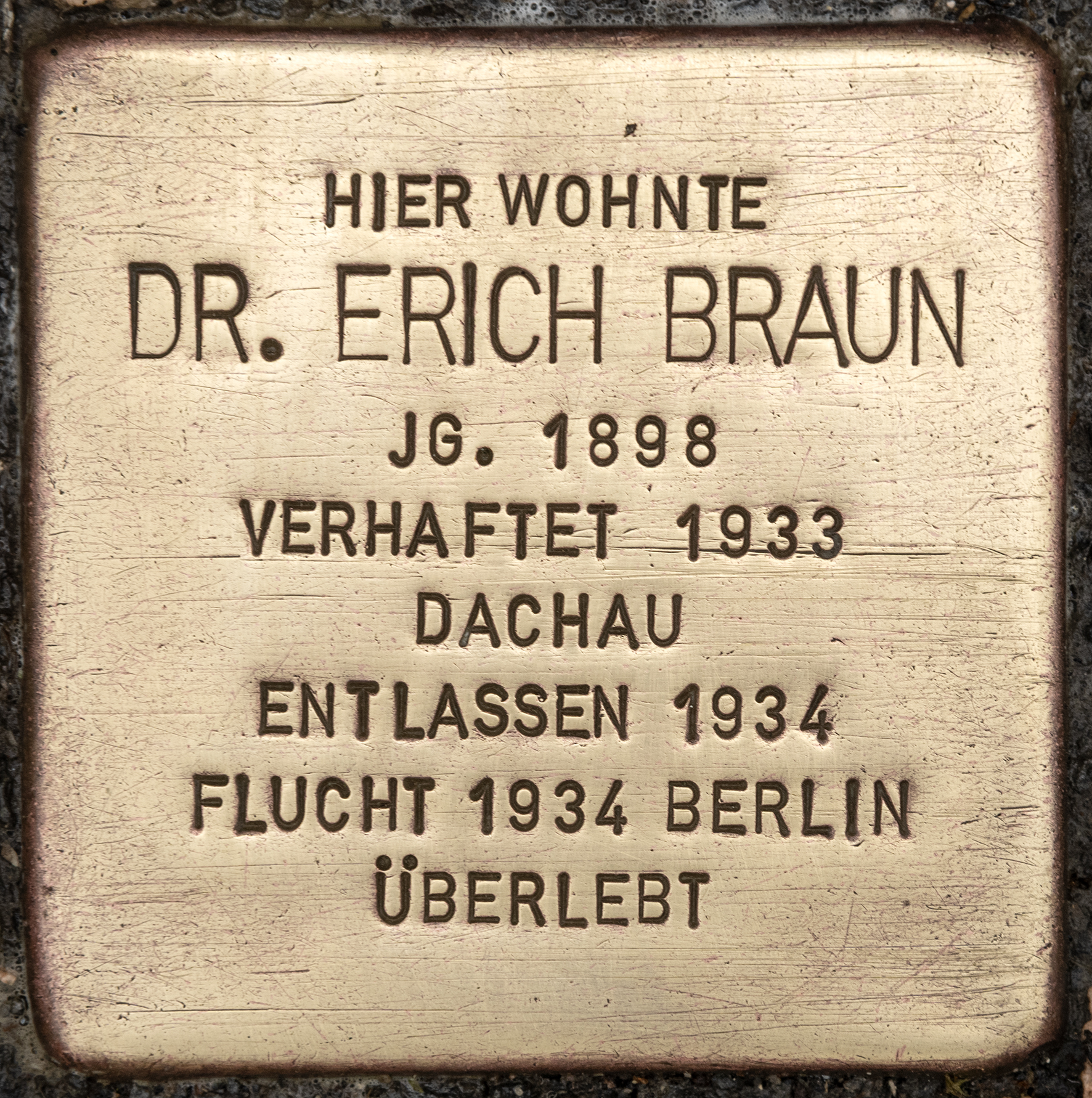
Stolperstein Coburg, Bahnhofstraße 40

Nach seinem Studienabschluss reiste der 26-Jährige im April 1924 zunächst auf der S.S. Columbus in die Vereinigten Staaten, wo er den deutsch-US-amerikanischen Mediziner Maximilian „Max“ Rothschild (1871–1936), der sich mit Studien zur Tuberkulose befasste, im kalifornischen San Francisco aufsuchte.
Nach seiner Rückkehr arbeitete Braun am Landkrankenhaus Coburg in Ketschendorf. 1928 mietete er seine ersten eigenen Praxisräume bei dem Kaufmann Alfred D. Bamberger an und ließ sich in Coburgs Bahnhofstraße 40II. (1933–1945: Adolf-Hitler-Straße) als praktischer Arzt nieder.
Braun wurde Mitglied der Sozialdemokratischen Partei (SPD) und war für den Arbeiter-Samariter-Bund (ASB) als Kolonnenarzt tätig. Nach der Machtergreifung  der Nationalsozialisten wurde er erstmals am 11. März 1933 als so bezeichneter „kommunistischer Agitator“ mit einem Ochsenziemer und Gummiknüppeln schwer misshandelt. Am 30. Juni 1933 wurde er als SPD-Mitglied in sogenannte „Schutzhaft“ genommen und am 1. Juli 1933 ins KZ Dachau deportiert. In dessen politischer Abteilung wurde er gefoltert, erlitt lebensgefährliche Verletzungen, die er nur aufgrund der Versorgung durch Mitgefangene und die Behandlung durch den Nürnberger Dermatologen Theodor Delwin Katz (1887–1933) überlebte, und musste Zwangsarbeit leisten. Am 20. März 1934 wurde er aus dem KL Dachau entlassen, musste sich jedoch u. a. täglich um 18 Uhr bei einer Polizeiwache melden. Im Spätsommer 1934 wurde ihm anlässlich des 20. Jahrestages des Beginns des Ersten Weltkrieges das von Reichspräsident Hindenburg gestiftete Ehrenkreuz für Frontkämpfer verliehen.
Braun zog nach genehmigtem Antrag 1934 von Coburg in die Reichshauptstadt, wo er in Wilmersdorf in der Jenaer Straße 10 im Gartenhaus II bei Verwandten wohnte. Über Berlin gelang ihm die Flucht aus dem NS-Staat, zunächst nach Meran in Südtirol, wo er bis 1938 blieb. Von dort aus machte er sich mit seiner Ehefrau auf die Reise nach Afrika. Als sein Schiff den Hafen von Marseille verließ, warf er sein deutsches Frontkämpferehrenkreuz ins Mittelmeer; Ehre hatten ihm die Nationalsozialisten nicht bezeugt. Für die Regierung des einstigen Erbfeindes, gegen den er sein Leben im Krieg riskiert hatte, war er nun als Kolonialarzt in Französisch-Äquatorialafrika tätig. Nach der Kapitulation Frankreichs erließ das neu gebildete Vichy-Regime ab Juli 1940 judenfeindliche Gesetze. Erich Braun floh nach Liberia und verbrachte etwa ein Jahr in Dakar in Französisch-Westafrika. In Lambaréné, Gabun, arbeitete er kurzzeitig u. a. mit Albert Schweitzer in dessen Tropenhospital zusammen. Nach dem Ende des Zweiten Weltkrieges kehrte er im Jahr 1946 nach Europa zurück. Im März desselben Jahres war aus der US-amerikanischen Besatzungszone heraus vergeblich versucht worden, den Aufenthaltsort des Ehepaares zu ermitteln.
In Frankreich konvertierte Erich Braun vom jüdischen zum römisch-katholischen Glauben. In der französischen Hauptstadt übernahm er als Direktor die Leitung einer Klinik. 1959 entschied er sich zur Rückkehr nach Deutschland.
In München ließ er sich als Röntgenarzt am BMW-Werk in der Riesenfeldstraße nieder und trat der Gesellschaft für christlich-jüdische Zusammenarbeit (GCJZ) bei. Im November 1973 wurde er deren Kuratoriumsvorsitzender und fungierte als solcher bis zu seinem Tod. Er verstarb 84-jährig.
In seiner Geburtsstadt Coburg wurde im Jahr 2009 ein Stolperstein für ihn verlegt; sein letzter Wohnsitz vor der NS-bedingten Emigration war allerdings Berlin.

## Mitgliedschaften
- Sozialdemokratische Partei Deutschlands (SPD)[18]
- Arbeiter-Samariter-Bund (ASB)[18]
- Gesellschaft für christlich-jüdische Zusammenarbeit (GCJZ)[25]

## Funktion
1973 bis 1982 – Vorsitzender des Kuratoriums der Gesellschaft für christlich-jüdische Zusammenarbeit (GJCZ)

## Veröffentlichung
Ein Beitrag zur Ätiologie der akuten Glomerulonephritis, Inaugural-Dissertation zur Erlangung der Doktorwürde der Medizinischen Fakultät, Julius-Maximilians-Universität Würzburg 1922, 114 S., OCLC 246753696